# Vila Hess
Vila Hess se nachází v Křížíkově ulici 1334/8 ve vilové čtvrti Westend v Karlových Varech. Nechal si ji podle projektu Paula Schaufusse v letech 1928–1929 postavit ředitel Alois Hess s chotí Marií.

## Historie
V nově se rodící Findlaterově ulici (dnešní Křižíkově) mezi vilou Mimosa a parcelou, kde se připravovala stavba vily Dr. Müller (dnes Eden I), zakoupil pozemek ředitel Alois Hess s manželkou Marií. Projekt na stavbu vily zpracoval v srpnu 1928 karlovarský stavitel Paul Schaufuss. Alois Hess se pokoušel získat na stavebním úřadě povolení pro navýšení o třetí patro, ale neuspěl. Zůstalo tedy u stavby dvoupatrové. Ta proběhla v období let 1928–1929. V roce 1930 byly přistavěny garáže.
V současnosti (únor 2021) je vila evidována jako bytový dům ve správě společenství vlastníků jednotek

## Popis
Vila se nachází ve čtvrti Westend v Křižíkově ulici 1334/8. Jedná se o dvoupatrovou stavbu se zvýšeným přízemím a obyvatelným podkrovím. Dispozice je typická pro lázeňskou vilu zamýšlenou k pronájmu pokojů, event. celého patra i s kuchyní. Uliční průčelí má ve střední ose hranolový arkýř, který je ukončen nad balkonem zalamovaným štítem. V jihozápadním nároží vystupuje polygonální věž spojená s arkýřem dvěma balkony. Střecha je mansardová.